# Pirates of the Caribbean (série de filmes)
Pirates of the Caribbean é uma série de filmes de fantasia e aventura, baseadas no brinquedo Pirates of the Caribbean dos parques temáticos da Walt Disney Parks and Resorts iniciada em 2003, dirigido por Gore Verbinski e Rob Marshall, escrito por Terry Rossio e Ted Elliott, e produzido por Jerry Bruckheimer, sobre as aventuras do Capitão Jack Sparrow (Johnny Depp) e outros personagens como, Will Turner (Orlando Bloom), Elizabeth Swann (Keira Knightley), Capitão Hector Barbossa (Geoffrey Rush), Joshamee Gibbs (Kevin McNally), Davy Jones (Bill Nighy), Angelica (Penélope Cruz) e Barba Negra (Ian McShane).
Em 2003 ocorreu o lançamento do primeiro filme, denominado Pirates of the Caribbean: The Curse of the Black Pearl. Depois do sucesso do primeiro filme, a Walt Disney Pictures revelou que uma trilogia estava em produção. Pirates of the Caribbean: Dead Man's Chest foi lançado três anos depois, em 2006. A sequência foi um sucesso, quebrando recordes em todo o mundo no dia da sua estréia. Tornando-se a quarta maior bilheteria do cinema. O terceiro filme da série, Pirates of the Caribbean: At World's End, foi lançado em 2007. Em setembro de 2008, Depp assinou para o quarto filme da série, Pirates of the Caribbean: On Stranger Tides, lançado em 20 de maio de 2011 em 2D convencional, IMAX, Disney Digital 3-D e IMAX 3D. Arrecadando mais de um bilhão de dólares de faturamento - o oitavo filme a alcançar essa cifra - e segundo mais rápido a conseguir. Foi confirmado que mais dois filmes estão incluídos nos planos futuros da Disney. Em julho de 2011, Johnny Depp confirmou que ele estava se aproximando de um acordo para o quinto filme da franquia que veio a se tornar Pirates of the Caribbean: Dead Man Tells no Tales, estreando em maio de 2017
Embora nunca tenha sido oficialmente confirmado, há fortes indícios de que a série foi influenciada, e talvez livremente baseada, na série de jogos eletrônicos Monkey Island. Ted Elliott, um dos dois roteiristas dos quatro filmes da série Pirates of the Caribbean, teria sido o autor de uma adaptação para o cinema do terceiro jogo da série Monkey Island intitulado The Curse of Monkey Island (baseado presumivelmente sobre o jogo de mesmo nome), que foi cancelado antes de sua divulgação oficial, três anos antes do lançamento do primeiro filme.
Os filmes da franquia têm sido tanto um sucesso de bilheteria quanto de crítica, e é classificada como a décima primeira franquia de maior bilheteria de todos os tempos.

## Filmes

### A Maldição do Pérola Negra(2003)
Quando a cidade de Port Royal é atacada pela tripulação do navio pirata Pérola Negra, Elizabeth Swann, filha do governador da cidade, é sequestrada. Os piratas, liderados pelo Capitão Barbossa, estão tentando retirar uma maldição colocada sobre eles depois que eles roubaram um baú de ouro asteca. O ferreiro Will Turner, um amigo de infância e admirador secreto de Elizabeth, convence o Capitão Jack Sparrow a ajudá-lo no resgate de Elizabeth e quebrar a maldição dos tripulantes do Pérola Negra.

### O Baú da Morte(2006)
O casamento de Will Turner e Elizabeth Swann é interrompido pela chegada do Lorde Cutler Beckett, da Companhia das Índias Orientais, que manda prender os dois, por ajudar Jack Sparrow a fugir da forca. Elizabeth vai presa, enquanto Beckett negocia com Will para localizar Jack e adquirir sua bússola que aponta para o que a pessoa mais deseja. Ao mesmo tempo, Sparrow tenta libertar-se de uma dívida antiga com o vilão Davy Jones.

### No Fim do Mundo(2007)
Lord Beckett ganha o poder sobre Davy Jones, e usa-o e seu navio Holandês Voador em um plano para extinguir a pirataria para sempre. Elizabeth, o Capitão Barbossa e Will partem rumo à Singapura, a fim de obter do pirata Sao Feng um valioso mapa para resgatar o Capitão Jack Sparrow dos domínios de Davy Jones. Sparrow, como um dos Nove Lordes Piratas, é necessário para convocar uma antiga deusa conhecida como Calipso, com o poder de derrotar as forças de Beckett e Davy Jones.

### Navegando em Águas Misteriosas(2011)
Capitão Jack Sparrow está a procura da lendária fonte da Juventude. Ele reencontra uma ex-amante do seu passado chamada Angelica, que o força a embarcar no Queen Anne's Revenge, o navio de seu pai, o infame pirata Barba Negra. Com a ajuda de um velho rival, Barbossa, que agora é um corsário a serviço do reino da Inglaterra, e que está a procura de vingança contra Barba Negra, por ter afundado o Pérola Negra e arrancado sua perna, eles enfrentarão sereias, maldições e o reino da Espanha para obter a fonte da Juventude.

### A Vingança de Salazar(2017)
O Capitão Jack Sparrow passa a ser assombrado por caçadores de piratas mortos-vivos liderados por um antigo inimigo, o Capitão Salazar, que escapam do Triângulo do Diabo. Para escapar da morte, Sparrow precisa achar o lendário Tridente de Poseidon, um poderoso artefato que concede ao seu detentor o controle dos mares, precisando da ajuda de Barbossa, novo capitão do Vingança da Rainha Ana, Carina Smyth, uma jovem cientista, e Henry Turner, filho de Elizabeth Swann e Will Turner, atual capitão do Holandês Voador.
| Filme               | Data de lançamento  | Diretor(es)                      | Roteirista(s)             | História(s)                                             | Produtor          |
| ------------------- | ------------------- | -------------------------------- | ------------------------- | ------------------------------------------------------- | ----------------- |
| Piratas do Caribe 1 | 09 de julho de 2003 | Gore Verbinski                   | Ted Elliot e Terry Rossio | Ted Elliott, Jay Wolpert, Terry Rossio e Stuart Beattie | Jerry Bruckheimer |
| Piratas do Caribe 2 | 07 de julho de 2006 | Gore Verbinski                   | Ted Elliot e Terry Rossio | Ted Elliott e Terry Rossio                              | Jerry Bruckheimer |
| Piratas do Caribe 3 | 25 de maio de 2007  | Gore Verbinski                   | Ted Elliot e Terry Rossio | Ted Elliott e Terry Rossio                              | Jerry Bruckheimer |
| Piratas do Caribe 4 | 20 de maio de 2011  | Rob Marshall                     | Ted Elliot e Terry Rossio | Ted Elliott e Terry Rossio                              | Jerry Bruckheimer |
| Piratas do Caribe 5 | 26 de maio de 2017  | Espen Sandberg e Joachim Rønning | Jeff Nathanson            | Terry Rossio e Jeff Nathanson                           | Jerry Bruckheimer |

## Produção

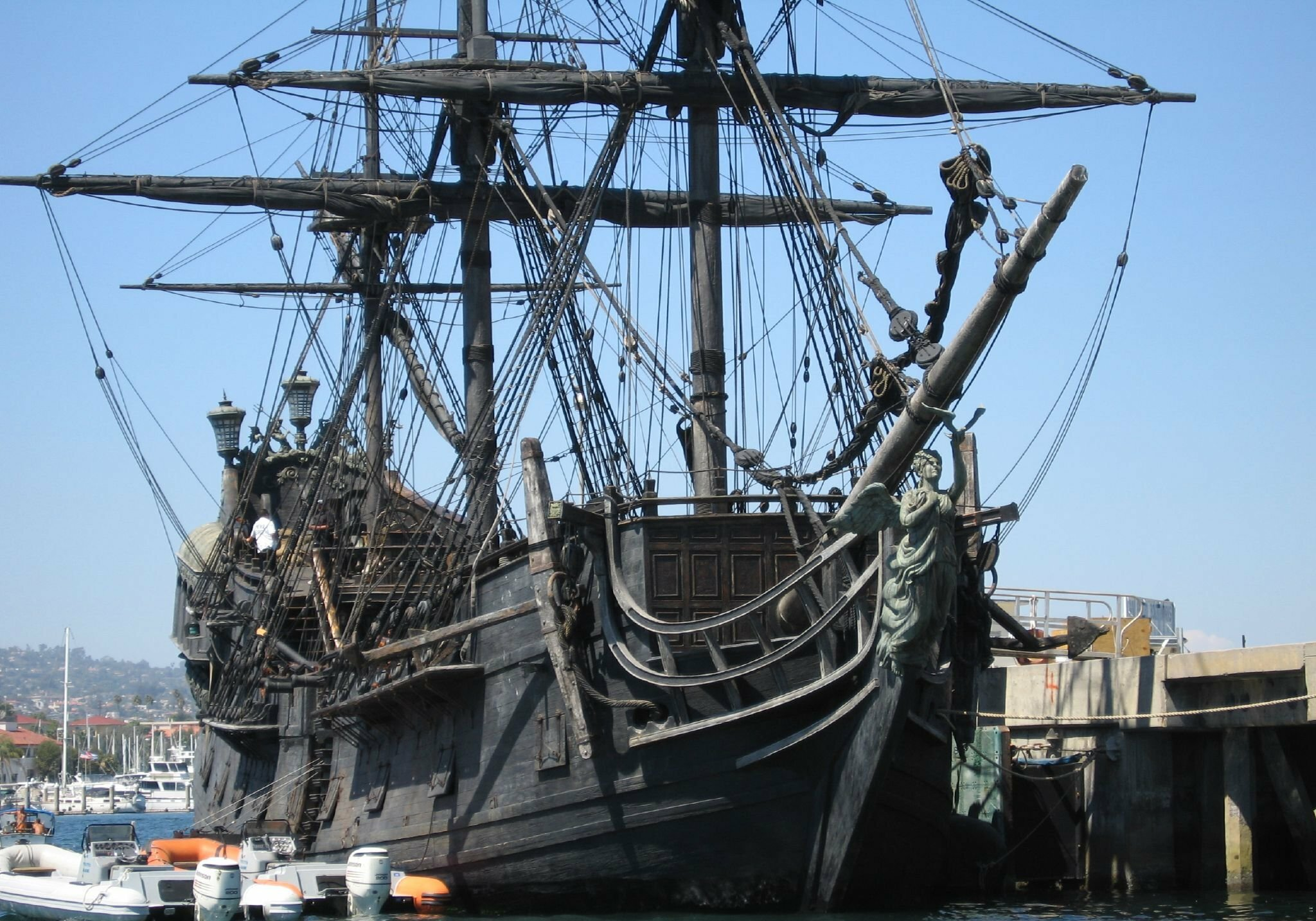
O Pérola Negra no Porto de Los Angeles, 2006.

### Primeiro filme
No início da década de 1990, os roteiristas Ted Elliott e Terry Rossio criaram um contexto sobrenatural de gênero pirata, após concluírem seus trabalhos em Aladdin, mas nenhum estúdio se interessou pelo projeto. Implacável, a equipe de roteiristas recusou-se a desistir do sonho, esperando que um estúdio aceitasse a proposta de rodar um novo filme de aventura sobre piratas. Jay Wolpert escreveu um roteiro baseado na atração Pirates of the Caribbean, da Walt Disney Parks and Resorts, que foi rejeitado pelo produtor Jerry Bruckheimer. Em março de 2002, Bruckheimer pediu à Stuart Beattie que reescrevesse o roteiro devido ao seu conhecimento sobre pirataria; no final do mesmo mês, Elliott e Rossio foram chamados para o projeto. A dupla, inspirada pela narração de abertura da atração Pirates of the Caribbean, decidiram apostar no sentido sobrenatural do enredo. Com o aumento do orçamento, Michael Eisner e Robert Iger ameaçaram cancelar o filme, mas foram convencidos a mantê-lo por conta do conceito artístico e da animação que estava sendo empregada.
Em junho de 2002, Gore Verbinski assinou contrato para dirigir The Curse of the Black Pearl e Johnny Depp e Geoffrey Rush acertaram estrelar o filme. Verbinski foi atraído pela ideia de usar a tecnologia avançada do cinema contemporâneo ao ressuscitar um gênero que desapareceu após a "Era de Ouro" de Hollywood. Depp achou a história peculiar; já que a maioria dos personagens não estava em busca de um tesouro, mas buscando quebrar uma maldição milenar. Verbinski ofereceu o papel de Barbossa à Rush, acreditando que o ator não iria dar um tom complexo ao personagem. Orlando Bloom conheceu o roteiro após Rush, com quem havia contracenado em Ned Kelly. Já Keira Knightley foi uma surpresa para Verbinski, que não havia assistido sua performance em Bend It Like Beckham e ficou impressionado com seu teste para o papel. Inicialmente, Tom Wilkinson daria vida ao "Governador Swann", mas o papel ficou com Jonathan Pryce, a quem Depp admirava.
As filmagens de The Curse of the Black Pearl tiveram início em 9 de outubro de 2002 e terminaram em 7 de março de 2003. Antes do lançamento, o filme foi visto com desconfiança pela imprensa. Entre as críticas constavam que o gênero pirata não rendia boas produções há décadas e que Johnny Depp havia protagonizado poucos grandes sucessos do cinema, até então. No entanto, o filme tornou-se um sucesso comercial e recebeu boas críticas, o que abriu caminho para a produção de uma sequência.

### Segundo e terceiro filmes
Após o sucesso comercial e de crítica, elenco e equipe assinaram contrato para mais duas sequências, uma decisão prática por parte da Disney para obter mais tempo de contrato com a equipe. Porém, para os roteiristas Ted Elliott e Terry Rossio, um elenco fixo não permitiria inventar novas situações e personagens para a história, como nas franquias Indiana Jones e James Bond. Como resultado, o The Curse of the Black Pearl ficou como primeiro filme da cronologia. Eles desejavam explorar a realidade do que aconteceria com Will Turner e Elizabeth Swann após o primeiro filme, tendo a Fonte da Juventude como temática central. No entanto, a dupla se concentrou em introduzir Davy Jones, o Holandês Voador e o Kraken ao enredo do segundo e terceiro filmes, bem como a Companhia Britânica das Índias Orientais (que representaria, segundo eles, um contraponto à ideia de liberdade pessoal vivida pelos piratas).
As filmagens para a sequência começaram em 28 de fevereiro de 2005 e foram finalizadas em 1 de março de 2006. As filmagens do terceiro filme, At World's End, foram finalizadas em 10 de janeiro de 2007. O segundo filme foi a primeira produção cinematográfica dos Estúdios Disney com o novo logotipo gerado por computador.

### Quarto filme
Rossio e Elliott encontraram a trama para On Stranger Tides durante a produção de Dead Man's Chest e At World's End (o segundo e terceiro filme, respectivamente). A dupla decidiu usar a trama como base para um quarto filme. Como Gore Verbinski estava indisponível, Bruckheimer convidou Rob Marshall para assumir a direção. Elliott e Rossio decidiram fazer um filme sem conexão com o restante da franquia para que o enredo abrigasse novos personagens e incorporasse novos elementos, como o próprio antagonista Barba Negra e as sereias. Depp, Rush, Greg Ellis e Kevin McNally reassumiram seus papéis, agora contracenando com Ian McShane e Penélope Cruz como os personagens do novo enredo. O ator inglês Richard Griffiths também fez uma participação como Jorge II da Grã-Bretanha. Após a custosa produção simultânea dos dois filmes anteriores, a Disney tentou limitar o orçamento do quarto filme, o que levou à cenários mais baratos e poucas cenas com efeitos especiais. O filme foi rodado em 3D com equipamentos similares aos usados em Avatar.

### Quinto filme
Em 14 de janeiro de 2011, foi confirmado que Terry Rossio escreveria o roteiro de um quinto filme da série, contudo, sem seu co-roteirista Ted Elliott. Em janeiro de 2013, Jeff Nathanson foi contratado para escrever o roteiro do filme. Em maio do mesmo ano, os noruegueses Joachim Rønning e Espen Sandberg foram confirmados como diretores e, poucos meses depois, anunciaram que o título da produção seria "Dead Men Tells No Tales", em alusão à conhecida atração temática da franquia. Os diretores também descreveram o roteiro de Nathanson como "engraçado e tocante" e inspirado pelo primeiro filme, The Curse of the Black Pearl. Em setembro de 2013, a Disney adiou o lançamento do filme para além de 2015 e fontes indicaram uma possível estreia no verão de 2016. O produtor Jerry Bruckheimer revelou que o script seria um dos motivos do adiamento e que Jeff Nathanson estaria trabalhando em uma segundo projeto com base em um esboço bem recebido. Em julho de 2014, a Disney anunciou que Dead Men Tell No Tales será lançado em 7 de julho de 2017.
Um porta-voz do do governo australiano afirmou que as locações seriam na Austrália, após um acordo de redirecionar 20 milhões de dólares dos incentivos fiscais destinados originalmente para o remake de 20.000 Léguas Submarinas. De acordo com fontes do cinema australiano, a pré-produção teve início no final de setembro de 2014, com as filmagens para ocorrer a partir de fevereiro de 2015. A informação foi oficializada pela Disney e por Ian Walker, o Ministro de Artes de Queensland, afirmando que o filme seria rodado exclusivamente no país. O Village Roadshow Studios e Port Douglas foram confirmados como locais de gravação. A produção do filme foi iniciada em 17 de fevereiro de 2015.

### Futuro
Originalmente o quinto e sexto filme seriam rodados simultaneamente, e o produtor Jerry Bruckheimer confirmou que o sexto filme estava sendo planejado. Um roteiro só foi completado em 2023. Em 2024, Bruckheimer disse que dois filmes baseados na franquia estavam em pré-produção, um sexto filme que na verdade seria um reboot recomeçando a série com novos personagens, embora aberto a uma participação de Johnny Depp, e um filme derivado centrado em piratas mulheres, estrelado por Margot Robbie.

## Atores

### Informações
| Cor e Significado                                                                        |
| ---------------------------------------------------------------------------------------- |
| Células em verde representam que tal ator/personagem foi creditado num papel principal   |
| Células em Vermelho indicam que tal ator/personagem foi creditado para um papel de apoio |
| Células em Azul indicam que tal ator/personagem foi creditado com um papel pequeno       |
| Células em Amarelo indicam teve apenas a voz de tal ator/personagem                      |
| Células rosas indicam que tal ator não foi creditado ou apareceu em stand-in             |
| Células em cinza indicam que tal ator não participou do respectiva filme                 |

### Elenco Principal
| Personagens           | Filmes                     | Filmes            | Filmes            | Filmes                         | Filmes                |
| Personagens           | A Maldição do Pérola Negra | O Baú da Morte    | O Fim do Mundo    | Navegando em Águas Misteriosas | A Vingança de Salazar |
| --------------------- | -------------------------- | ----------------- | ----------------- | ------------------------------ | --------------------- |
| Capitão Jack Sparrow  | Johnny Depp                | Johnny Depp       | Johnny Depp       | Johnny Depp                    | Johnny Depp           |
| Will Turner           | Orlando Bloom              | Orlando Bloom     | Orlando Bloom     |                                | Orlando Bloom         |
| Elizabeth Swann       | Keira Knightley            | Keira Knightley   | Keira Knightley   |                                | Keira Knightley       |
| Joshamee Gibbs        | Kevin McNally              | Kevin McNally     | Kevin McNally     | Kevin McNally                  | Kevin McNally         |
| James Norrington      | Jack Davenport             | Jack Davenport    | Jack Davenport    |                                |                       |
| Hector Barbossa       | Geoffrey Rush              | Geoffrey Rush     | Geoffrey Rush     | Geoffrey Rush                  | Geoffrey Rush         |
| Anamaría              | Zoe Saldana                |                   |                   |                                |                       |
| Capitão Davy Jones    |                            | Bill Nighy        | Bill Nighy        |                                |                       |
| Bootstrap Bill Turner |                            | Stellan Skarsgård | Stellan Skarsgård |                                |                       |
| Capitão Sao Feng      |                            |                   | Chow Yun-Fat      |                                |                       |
| Henry Turner          |                            |                   | Dominic Scott Kay |                                | Brenton Thwaites      |
| Capitão Edward Teach  |                            |                   |                   | Ian McShane                    |                       |
| Angelica Teach        |                            |                   |                   | Penélope Cruz                  |                       |
| Philip Swift          |                            |                   |                   | Sam Claflin                    |                       |
| Syrena                |                            |                   |                   | Àstrid Bergès-Frisbey          |                       |
| Scrum                 |                            |                   |                   | Stephen Graham                 | Stephen Graham        |
| Capitão Salazar       |                            |                   |                   |                                | Javier Bardem         |
| Carina Smyth          |                            |                   |                   |                                | Kaya Scodelario       |

## Equipe
| Função                    | Filme                                                                                  | Filme                                        | Filme                                        | Filme                                        | Filme                                                  |
| Função                    | A Maldição do Pérola Negra                                                             | O Baú da Morte                               | O Fim do Mundo                               | Navegando em Águas Misteriosas               | A Vingança de Salazar                                  |
| ------------------------- | -------------------------------------------------------------------------------------- | -------------------------------------------- | -------------------------------------------- | -------------------------------------------- | ------------------------------------------------------ |
| Direção                   | Gore Verbinski                                                                         | Gore Verbinski                               | Gore Verbinski                               | Rob Marshall                                 | Espen Sandberg e Joachim Rønning                       |
| Roteiro                   | Ted Elliot e Terry Rossio (história por Elliot, Rossio, Jay Wolpert, e Stuart Beattie) | Ted Elliot e Terry Rossio                    | Ted Elliot e Terry Rossio                    | Ted Elliot e Terry Rossio                    | Jeff Nathanson (história por Nathanson e Terry Rossio) |
| Produção                  | Jerry Bruckheimer                                                                      | Jerry Bruckheimer                            | Jerry Bruckheimer                            | Jerry Bruckheimer                            | Jerry Bruckheimer                                      |
| Compositor                | Klaus Badelt                                                                           | Hans Zimmer                                  | Hans Zimmer                                  | Hans Zimmer                                  | Geoff Zanelli                                          |
| Editor(es)                | Craig Wood Arthur Schmidt Stephen Rivkin                                               | Craig Wood Stephen Rivkin                    | Craig Wood Stephen Rivkin                    | Wyatt Smith David Brenner                    | Roger Barton Leigh Folsom Boyd                         |
| Cinematografia            | Dariusz Wolski                                                                         | Dariusz Wolski                               | Dariusz Wolski                               | Dariusz Wolski                               | Paul Cameron                                           |
| Companhia(s) produtora(s) | Walt Disney Pictures Jerry Bruckheimer Films                                           | Walt Disney Pictures Jerry Bruckheimer Films | Walt Disney Pictures Jerry Bruckheimer Films | Walt Disney Pictures Jerry Bruckheimer Films | Walt Disney Pictures Jerry Bruckheimer Films           |
| Distribuição              | Buena Vista Pictures Distribution                                                      | Buena Vista Pictures Distribution            | Buena Vista Pictures Distribution            | Walt Disney Studios Motion Pictures          | Walt Disney Studios Motion Pictures                    |